# Alan Rawlinson
Alan Charles Rawlinson, né le 31 juillet 1918 et mort le 27 août 2007, est un as de l'aviation australien de la Seconde Guerre mondiale. Il totalise au moins huit victoires aériennes confirmées, deux appareils ennemis détruits et huit autres endommagés.
Né à Fremantle en Australie-Occidentale, Rawlinson rejoint la Force aérienne royale australienne en 1938. En juillet 1940, il est affecté au Moyen-Orient avec le No. 3 Squadron RAAF, où il pilote d'abord des Gloster Gladiator et Gauntlet, puis un Hawker Hurricane et un Curtiss P-40 Warhawk. Il abat trois appareils ennemis lors de deux missions et reçoit la Distinguished Flying Cross (DFC) en octobre 1941. Le mois suivant, il prend le commandement du No. 3 Squadron et reçoit une barrette à sa DFC en décembre 1941 avant de regagner l’Australie en mars 1942. En mai 1943, il devient le premier commandant du No. 79 Squadron RAAF en Nouvelle-Guinée. Entre avril 1944 et mai 1945, il dirige l’unité d’entraînement des parachutistes de la RAAF à Richmond, en Nouvelle-Galles du Sud. Il retourne ensuite dans le Pacifique pour commander le No. 78 Wing dans le cadre de la campagne de Bornéo. Promu group captain à titre temporaire en juillet 1945, il conserve son commandement jusqu’à sa démobilisation en décembre 1946.
Alan Rawlinson est nommé officier dans la Royal Air Force (RAF) en mars 1947. En 1949, il pilote des chasseurs à réaction de Havilland DH.100 Vampire en tant que commandant du No. 54 Squadron RAF, puis exerce la fonction de commandant des opérations de vol à la base RAF d’Odiham de 1949 à 1952. Il reçoit l'Air Force Cross en juin 1952. Entre 1953 et 1958, il dirige l’unité d’essais d’armes guidées de la RAF au Royaume-Uni et en Australie. Nommé officier de l’ordre de l'Empire britannique en juin 1958, il commande la base RAF de Buchan de 1960 à 1961 avant de quitter l’armée pour s’installer en Australie-Méridionale.

## Jeunesse et début de carrière
Alan Rawlinson naît en Australie-Occidentale. Il est le fils d’Arthur Rawlinson, joueur de football australien évoluant pour East Fremantle dans la West Australian Football League. La famille Rawlinson fait partie des premiers habitants de Beaconsfield et donne son nom à une rue du quartier d’O’Connor,. À l’âge de huit ans, Alan Rawlinson déménage à Melbourne où il fréquente la Geelong Road State School à Footscray puis le Williamstown High School, représentant ces deux établissements en football, natation et athlétisme,. Avant d’obtenir son certificat intermédiaire, il rejoint le club de Cross-country des East Melbourne, dont il devient le champion de la saison 1935-1936,.
Alan Rawlinson réside dans la banlieue d’Ivanhoe à Melbourne et travaille comme employé de bureau depuis deux ans et demi lorsqu’il rejoint la Force aérienne royale australienne le 19 juillet 1938,. Il suit une formation en pilotage en tant que cadet au sein de la No. 1 Flying Training School RAAF de Point Cook et reçoit une commission de service court en tant que pilot officer à partir du 22 juin 1939,. Le 7 juillet, il est affecté au No. 3 Squadron RAAF, qui opère avec des biplans Hawker Demon depuis la base aérienne de Richmond en Nouvelle-Galles du Sud,. Il consacre une grande partie du reste de l’année à l’apprentissage du vol sur simulateur Link Trainer et suit un stage de parachutisme,.

## Seconde Guerre mondiale

### Moyen-Orient

#### Guerre du Désert
En avril 1940, la Force aérienne royale australienne confirme la nomination de Rawlinson au grade de pilot officer et valide sa promotion temporaire au rang de flying officer,. En juillet, il est affecté au Moyen-Orient au sein du No. 3 Squadron, chargé d’appuyer la 6e division d'infanterie australienne engagée contre les forces italiennes durant la guerre du Désert. Après un passage par Bombay, son unité atteint Port Suez, en Égypte, le 23 août 1940,. Le mois suivant, l'escadron reçoit ses premiers appareils : une escadrille de Westland Lysander, des monoplans à aile haute utilisés pour les missions de reconnaissance, ainsi que deux escadrilles de chasseurs biplans Gloster Gladiator. Quatre biplans Gloster Gauntlet, prévus pour les bombardements en piqué, viennent compléter cet équipement. Alan Rawlinson commence alors sa formation sur le Gauntlet,.

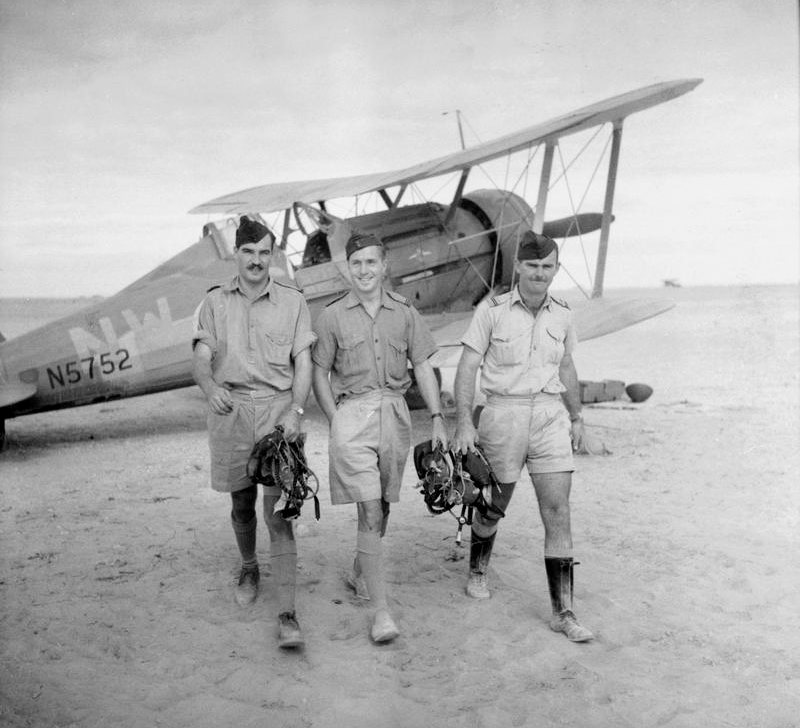
Les officiers pilotes Rawlinson (à gauche) et Boyd (à droite) aux côtés du flight lieutenant Pelly, devant un biplan Gloster Gladiator, après le premier combat du No. 3 Squadron RAAF, qui a lieu le 19 novembre 1940.

Le 19 novembre 1940, Alan Rawlinson prend part au tout premier combat aérien du No. 3 Squadron RAAF. Aux commandes d’un chasseur Gladiator, il accompagne deux autres pilotes pour escorter le flight lieutenant Blake Pelly lors d’une mission de reconnaissance. Près de Rabia, dans l’ouest de l’Égypte, leur formation est attaquée par dix-huit biplans Fiat CR.42 Falco de l’aviation italienne. Les pilotes australiens revendiquent la destruction de six appareils ennemis, au prix d’un seul Gladiator perdu,. Le rôle exact de Rawlinson dans l’engagement demeure incertain : certaines sources lui attribuent un avion détruit, d’autres un appareil probablement abattu ou simplement endommagé. D’après son biographe, Lex McAulay, Rawlinson estime avoir abattu un CR.42 lors d’une attaque, mais ne l’ayant pas vu s’écraser, son succès est officiellement enregistré comme un dommage sur l'appareil ennemi. En décembre, il effectue des missions de bombardement en piqué à bord de Gloster Gauntlet, un modèle bientôt retiré du service à la mi-mois,.
Le 22 décembre, alors que les troupes alliées progressent vers Bardia le long de la côte libyenne, son grade de flying officer est confirmé à titre permanent, ce qui constitue le plus haut rang officiel qu’il atteint durant le conflit,. Quatre jours plus tard, il participe à une attaque menée par huit Gladiators contre une formation italienne composée de dix bombardiers Savoia-Marchetti SM.79 escortés par vingt-quatre CR.42. Les Australiens revendiquent la destruction de deux chasseurs ennemis et l’endommagement de cinq autres, dont un probablement abattu, attribué à Rawlinson,. Le 22 janvier 1941, Alan Rawlinson et le flying officer Wilfred Arthur sont envoyés attaquer une goélette italienne au large de Tobrouk. Ils mitraillent le navire, qu’ils parviennent à incendier,. Trois jours plus tard, Rawlinson affirme avoir endommagé deux chasseurs Fiat G.50 au cours d’un affrontement avec cinq monoplans italiens qui attaquaient une patrouille australienne près de Mechili,. Le 27 janvier, il reçoit une notification de sa promotion au grade temporaire de flight lieutenant,.
Le 29 janvier 1941, le No. 3 Squadron RAAF entame son rééquipement avec des chasseurs Hawker Hurricane, une étape majeure dans la modernisation de son matériel. Rawlinson commence sa formation sur ce nouvel avion le 3 février,. Une semaine plus tard, l'escadron est transféré à la base RAF de Benina pour assurer la défense aérienne de Benghazi, récemment occupée par la 6e Division australienne. C’est à ce moment que les forces aériennes allemandes font leur apparition en Afrique du Nord. L’Afrikakorps et un détachement de la Luftwaffe, sous le commandement du général Erwin Rommel, viennent renforcer les troupes italiennes. En mars, les Allemands lancent leur offensive, ce qui contraint les Alliés à évacuer Benina le 3 avril,. Ce même jour, Alan Rawlinson abat trois bombardiers en piqué allemands Junkers Ju 87 et en endommage un quatrième, aux commandes d'un Hawker Hurricane,.

#### Campagne de Syrie et retour en Égypte
À partir du 14 mai, alors que les forces alliées battent en retraite, le No. 3 Squadron RAAF est redéployé à Lydda, en Palestine, aux commandes de nouveaux chasseurs Curtiss P-40 Warhawk,. Ce même mois, Alan Rawlinson est promu flight commander. Il accède au statut d’as de l'aviation durant la campagne de Syrie et du Liban menée contre les troupes de Vichy entre juin et juillet 1941. Le 28 juin, à la tête d’une patrouille de neuf P-40 Warhawk près de Palmyre, il intercepte six bombardiers français Martin 167, tous abattus au cours de l’engagement. Rawlinson se voit attribuer trois victoires, portant son score personnel à six victoires,. Après l’armistice signé avec les forces françaises le 14 juillet, l’escadron demeure stationné en Syrie. Rawlinson reçoit alors un nouveau P-40 Warhawk baptisé  « Sweet FA », qu’il partage avec un autre pilote de l’unité, Peter Turnbull. Le 22 août, lors d’un exercice de voltige à bord de Sweet FA, le plan horizontal droit de son appareil se détache, endommageant également la dérive. Forcé de maintenir une vitesse constante de 240 km/h pour garder le contrôle, Rawlinson parvient néanmoins à ramener l’avion au sol sans utiliser les volets et réussit son atterrissage,.
Le 3 septembre 1941, le No. 3 Squadron est déplacé à Sidi Haneish, en Égypte, pour reprendre ses opérations dans le cadre de la guerre du Désert. Le 10 octobre, Alan Rawlinson reçoit la Distinguished Flying Cross (DFC) en reconnaissance de sa « conduite exemplaire lors des missions, marquée par une détermination et une audace remarquables, notamment lors d’attaques menées à très courte distance ». Cette citation souligne également ses six victoires aériennes confirmées, obtenues au cours de 121 sorties,. Le 19 octobre, il est affecté comme instructeur au No. 71 Operational Training Unit au Soudan, officiellement pour se reposer des combats. Cependant, il est rapidement rappelé pour reprendre le commandement du No. 3 Squadron, succédant à Peter Jeffrey, promu wing commander,. Alan Rawlinson est nommé squadron leader par intérim le 9 novembre et prend officiellement ses fonctions le lendemain,.

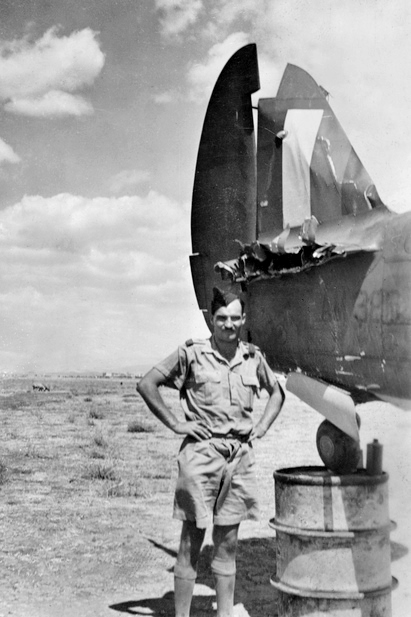
Alan Rawlinson aux côtés de son chasseur Tomahawk, baptisé « Sweet FA », le 22 août 1941.

Le 22 novembre 1941, pendant l’opération Crusader, il conduit le No. 3 Squadron RAAF dans une mission d’escorte de bombardiers près de Bir el Gubi, en Libye italienne, le matin, puis dans une patrouille de chasse au sud-est d’El Adem l’après-midi,. Lors de la première confrontation, trois Warhawk sont abattus par des Messerschmitt Bf 109 allemands, qui perdent deux appareils à leur tour. Rawlinson revendique un Bf 109 endommagé. La seconde bataille, plus longue et acharnée, oppose les forces pour la suprématie aérienne. L’escadrille perd six Warhawk tandis que trois Bf 109 sont détruits. Alan Rawlinson revendique cette fois deux avions détruits et deux autres endommagés,,. Il tire également sur un autre Bf 109, mais persuadé de l'avoir manqué, il n'en revendique pas la destruction. Après la guerre, il est établi que ses tirs ont bien touché l’appareil, blessant le pilote Ernst Düllberg, contraint à un atterrissage forcé,. Le 30 novembre, Alan Rawlinson obtient sa dernière victoire en abattant un chasseur italien Macchi M.C.200, portant à 106 le total des appareils détruits revendiqués par le No. 3 Squadron,.
Rawlinson cède le commandement du No. 3 Squadron RAAF le 12 décembre 1941. Après une affectation de courte durée au quartier général de la Royal Air Force au Moyen-Orient, il prend la tête du Air Firing and Fighting School le 26 décembre. Ce même jour, une barrette vient s'ajouter à sa Distinguished Flying Cross, en reconnaissance de sa capacité à avoir « stimulé un remarquable enthousiasme et un esprit combatif exemplaire parmi les pilotes de son escadron ». Le 12 février 1942, n'étant plus en poste à la tête d'une unité, il retrouve son grade de flight lieutenant et regagne l'Australie,. Rawlinson se voit généralement attribuer un total de huit victoires aériennes au Moyen-Orient, auxquelles s'ajoutent deux victoires probables et huit appareils endommagés, sans compter la destruction de l'avion de Düllberg,,,. Toutefois, le département historique de la Force aérienne royale australienne porte ce bilan à dix victoires confirmées,.

### Théâtre du Pacifique Sud-ouest

#### Instructeur du No. 2 Operational Training Unit
Alan Rawlinson arrive à Melbourne le 28 mars 1942. Dès le 1er avril, il est nommé squadron leader à titre temporaire et, le 13 avril, il prend la direction de la toute nouvelle No. 2 Operational Training Unit (No. 2 OTU),. Deux semaines plus tard, Peter Jeffrey prend le commandement de l’unité, tandis que Rawlinson devient instructeur principal de vol. Parmi les autres instructeurs, il y a les pilotes Clive Caldwell et Wilf Arthur. Insatisfaits du niveau des pilotes remplaçants envoyés au Moyen-Orient, Rawlinson et Jeffrey veulent s’assurer que les stagiaires soient parfaitement préparés avant d’être envoyés en première ligne. Basée à l’origine à Port Pirie, en Australie-Méridionale, la No. 2 OTU est transférée à Mildura, dans l’État de Victoria, le 14 mai, et commence bientôt à recevoir des chasseurs P-40 Kittyhawk. En juin 1942, Rawlinson, Arthur et un pilote de l’United States Army Air Forces (USAAF) réalisent des essais comparatifs entre le nouveau chasseur australien CAC CA-12 Boomerang, un Kittyhawk et un Bell P-39 Airacobra. Ils soulignent les excellentes qualités de maniabilité du Boomerang.
Le 21 septembre 1942, Alan Rawlinson rejoint le quartier général de la RAAF à Melbourne, en tant qu’adjoint du chef d'état-major de la Force aérienne. C’est là qu’il reçoit la responsabilité de diriger le seul escadron de Supermarine Spitfire formé en Australie, le No. 79 Squadron. Le 3 avril 1943, il épouse Thora Doreen Buckland, officier au sein du Women's Auxiliary Australian Air Force.

#### Commandant du N. 79 Squadron RAAF

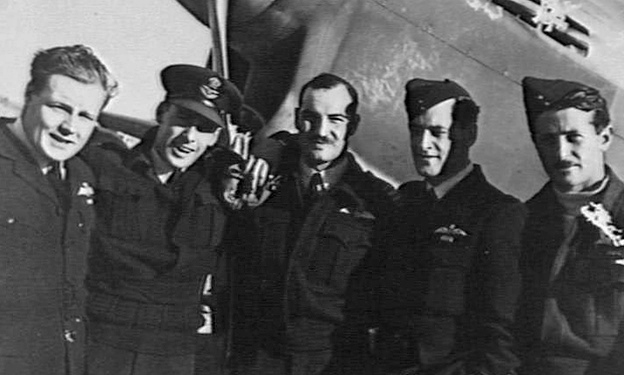
Alan Rawlinson (au centre) aux côtés de Keith Truscott (à l'extrême gauche) et de Peter Jeffrey (à gauche) à Mildura, en juin 1942.

Le No. 79 Squadron est officiellement formé le 26 avril 1943 sur la base de Laverton, dans l'État de Victoria. L'unité reçoit ses premiers Spitfire VC le 3 mai, puis entame, deux semaines plus tard, son déploiement vers l'île Goodenough, située au large de la côte est de la Nouvelle-Guinée,. Aux côtés de deux unités équipées de Kittyhawk, les No 76 et 77 Squadrons, le No. 79 Squadron est placé sous le commandement du No. 73 Wing RAAF, rattaché au No. 9 Operational Group RAAF, principale force mobile de la Force aérienne royale australienne dans le Sud-Ouest Pacifique. La mission des Spitfire consiste à assurer une couverture aérienne aux Kittyhawk engagés dans la campagne de Nouvelle-Guinée contre les forces japonaises,. Alan Rawlinson choisit pour le groupe les lettres de code « UP » et attribue à son propre appareil l'identifiant « U », formant ainsi l’inscription « UP-U » (« up you ») sur le fuselage de son Spitfire. Après une période relativement calme à Goodenough, l’unité est transférée en août sur l’île de Kiriwina, la base alliée la plus proche du grand complexe japonais de Rabaul. Ce redéploiement laisse présager des attaques ennemies imminentes, mais aucune ne se produit au cours des premières semaines. En dépit de leurs patrouilles en soutien des bombardements menés par l’USAAF sur Rabaul, les pilotes ne rencontrent aucun avion ennemi. Alan Rawlinson confie alors sa frustration : « C’est une déception pour nous. Quelle déconvenue ! ». Les Japonais commencent à cibler Kiriwina au début du mois d’octobre. Le 31, le No. 79 Squadron revendique sa première victoire lorsque l’un de ses Spitfire abat un chasseur Kawasaki Ki-61 Hien « Tony » au nord de la piste d’aviation.

#### Commandant du No. 73 Wing et instructeur parachutiste

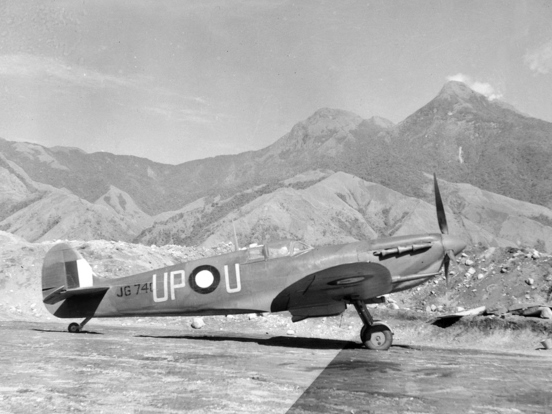
Le Supermarine Spitfire du No. 79 Squadron RAAF de Rawlinson, sur l'île Goodenough, en Nouvelle-Guinée, en juillet 1943.

Promu wing commander le 1er août 1943, Alan Rawlinson cède le commandement du No. 79 Squadron RAAF le 7 novembre et prend la tête du No. 73 Wing, dont le quartier général est établi à Kiriwina,. En tant que chef d'escadre, il assume la responsabilité du commandement tactique de la formation en vol. L’activité aérienne offensive des Japonais étant très limitée à cette période, les Spitfire du No. 79 Squadron ne sont que rarement engagés au combat. En revanche, les Kittyhawk du groupement, spécialisés dans l’attaque au sol, sont fortement sollicités. Le 15 décembre, à l’occasion des débarquements alliés à Arawe, les appareils du No. 76 Squadron patrouillent au-dessus des plages tandis que les Spitfire demeurent à Kiriwina, prêts à intervenir en cas d’attaque de l’aviation japonaise, qui ne se manifeste finalement pas.
Alan Rawlinson regagne ensuite l’Australie afin de suivre une formation militaire d'état-major à l’école du personnel de la RAAF, à Mount Martha, dans l’État de Victoria, du 4 janvier au 24 mars 1944. Sa santé, affaiblie par son engagement dans le Pacifique, ne lui permet plus d’assurer des missions opérationnelles, et il est déclaré inapte au vol de combat. Il reçoit alors une nouvelle affectation, en tant que commandant de l’unité d’instruction parachutiste de la RAAF, basée à Richmond, fonction qu’il occupe du 1er avril 1944 au 23 avril 1945. Ce centre est chargé de la formation des soldats de l’armée de terre australienne, notamment ceux du 1er bataillon de parachutistes et des forces spéciales  « Z »,. À Richmond, son officier évaluateur le décrit comme « particulièrement motivé et adaptable », soulignant la qualité de son travail malgré les exigences d’une affectation jugée « hors du commun ».

#### Commandant du No. 78 Wing RAAF
Après un bref passage au poste de directeur de la politique du personnel aérien au quartier général de la Force aérienne royale australienne, Alan Rawlinson prend la relève de Wilf Arthur le 25 mai 1945 à la tête du No. 78 Wing, une unité stationnée à Tarakan, sur l'île de Bornéo,. Cette formation relève alors de l'Australian First Tactical Air Force, chargée de soutenir les troupes australiennes engagées dans la campagne de Bornéo,. Le No. 78 Wing regroupe les escadrons Nos. 75, 78 et 80, tous dotés d'avions Kittyhawk, ainsi que plusieurs unités de soutien,. Au cours des mois de juin et juillet, le No. 78 Wing participe activement aux offensives sur Labuan et Balikpapan. Lors de la première opération, il escorte des convois, tandis que, lors de la seconde, il mène des attaques au sol en soutien à la 7e division d'infanterie, avec l'appui des Spitfires du No. 452 Squadron RAAF,. Alan Rawlinson est promu group captain par intérim le 24 juillet. À la fin de la guerre, le No. 78 Wing quitte Tarakan et rejoint la base de Deniliquin en Australie en décembre 1945. L'unité est ensuite transféré à la base de Schofields entre mai et juin, puis à celle de Williamstown en août, où il reçoit un nouvel équipement constitué de P-51 Mustang.

## Carrière d'après-guerre
Alan Rawlinson conserve le commandement du No. 78 Wing jusqu’au 19 décembre 1946,. Selon McAulay, la Force aérienne royale australienne, en période de paix, ne correspondait pas à ses attentes. Le 21 mars 1947, il rejoint la Royal Air Force britannique avec le grade substantiel de squadron leader, et celui temporaire de wing commander. Il est d’abord affecté au quartier général du Fighter Command de la RAF, et, de juin à octobre 1949, il commande le No. 54 Squadron RAF, équipé de chasseurs à réaction de Havilland DH.100 Vampire, stationné à la base RAF d’Odiham, dans le Hampshire. Par la suite, il exerce les fonctions de wing leader et a sous son commandement trois escadrilles de Vampire — les Nos. 54, 72 (remplacé en janvier 1951 par le No. 421 Squadron de l'Aviation royale canadienne) et 247 squadron — jusqu’en mai 1952,. En évoquant la formation dispensée pour les opérations en contexte de guerre froide, il souligne : « l’introduction des chasseurs à réaction entraîne un doublement des vitesses et une réduction de moitié de l’endurance. La précision devient alors primordiale. [...] L’objectif consiste à fournir, dans toute la mesure du possible, un effort maximal lors des missions diurnes en toutes conditions météorologiques, face à la menace nucléaire. Les restrictions budgétaires qui limitent les heures de vol imposent donc de condenser l’essentiel du programme du RAF Fighter Command dans chaque sortie aérienne ».

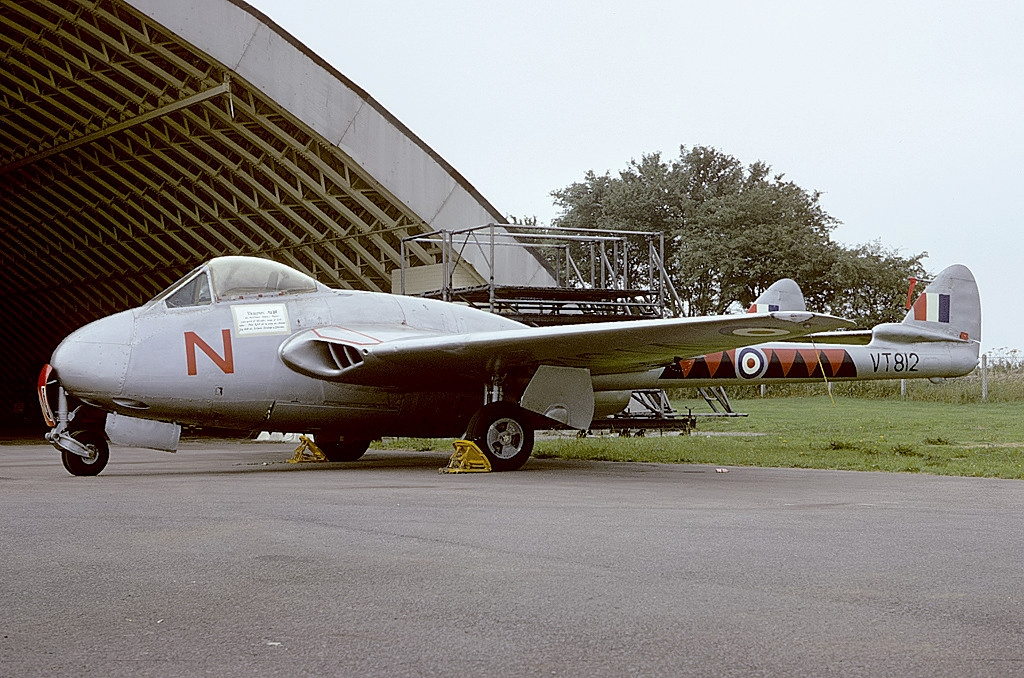
Un Vampire F3, le modèle d'avion employé par les pilotes de la base RAF Odiham.

Le 26 mai 1951, Alan Rawlinson commande l'escadre de la base RAF Odiham ainsi que trois formations de Gloster Meteors lors d’un passage en formation au-dessus de Hyde Park, à Londres, pour marquer la remise du King's Colour à la Royal Air Force. Il est décoré de l'Air Force Cross le 5 juin 1952 puis accède au grade effectif de wing commander le 1er juillet,,. Sa mission suivante le conduit à la base de la RAF de Filton, à Bristol, où il prend le commandement d’une escadrille équipée de Vampire, regroupant deux escadrons de la Royal Auxiliary Air Force : le No. 501, stationné à Filton, et le No. 614, basé à la RAF Llandow, au Pays de Galles. À la fin de l’année 1953, il devient le premier commandant du Guided Weapons Trials Unit de la RAF, chargée d’expérimenter les missiles à guidage par faisceau destinés au Meteor NF.11. Ses fonctions l’amènent à se déplacer du Pays de Galles jusqu’à la zone interdite de Woomera, en Australie-Méridionale, où il pilote des avions d’essai lors d’attaques contre des drones cibles, notamment des Fairey Fireflies sans pilote et des GAF Jindivik,. Le 3 février 1958,, sa nouvelle affectation est annoncée : il prend le commandement de la base RAF Patrington, dans le Yorkshire. Le 12 juin, à l’occasion des distinctions de l’anniversaire de la Reine, il est nommé officier de l’ordre de l'Empire britannique. Le 22 février 1960, il est promu group captain par intérim et placé à la tête de la RRH Buchan, station sectorielle du Fighter Command en Écosse,.

## Retraite
À sa demande, Alan Rawlinson est libéré de la Royal Air Force au grade de group captain le 13 novembre 1961 et choisit de s’établir en Australie-Méridionale,. En octobre 2003, il réside à Naracoorte lorsque le wing commander Peter Campbell, commandant du No. 79 Squadron RAAF, lui rend visite à l’occasion du soixantième anniversaire de l’escadron. Deux avions d’entraînement BAe Hawk survolent alors la ville en son honneur. Alan Rawlinson meurt à Naracoorte le 27 août 2007, à l’âge de quatre-vingt-neuf ans. Il est incinéré lors d’une cérémonie privée. Son portrait, réalisé en 1944 par le flight lieutenant Vernon Jones, est conservé à la Bibliothèque d'État du Victoria.